# Pristimantis fetosus
Pristimantis fetosus es una especie de anfibio anuro de la familia Craugastoridae.

## Distribución
Esta especie es endémica del departamento de Caldas en Colombia. Habita entre los 1800 y 2650 m de altitud en la Cordillera Central.

## Descripción
Los machos miden de 24.5 a 30.2 mm y las hembras de 38.3 a 48.2 mm.

## Publicación original
- Lynch & Rueda-Almonacid, 1998 : Additional new species of frogs (genus Eleutherodactylus) from cloud forests of eastern Departamento de Caldas, Colombia. Revista de la Academia Colombiana de Ciencias Exactas Físicas y Naturales, vol. 22, n.º 83, p. 287-298[5]